# Afanasij Ordin-Nasjtjokin

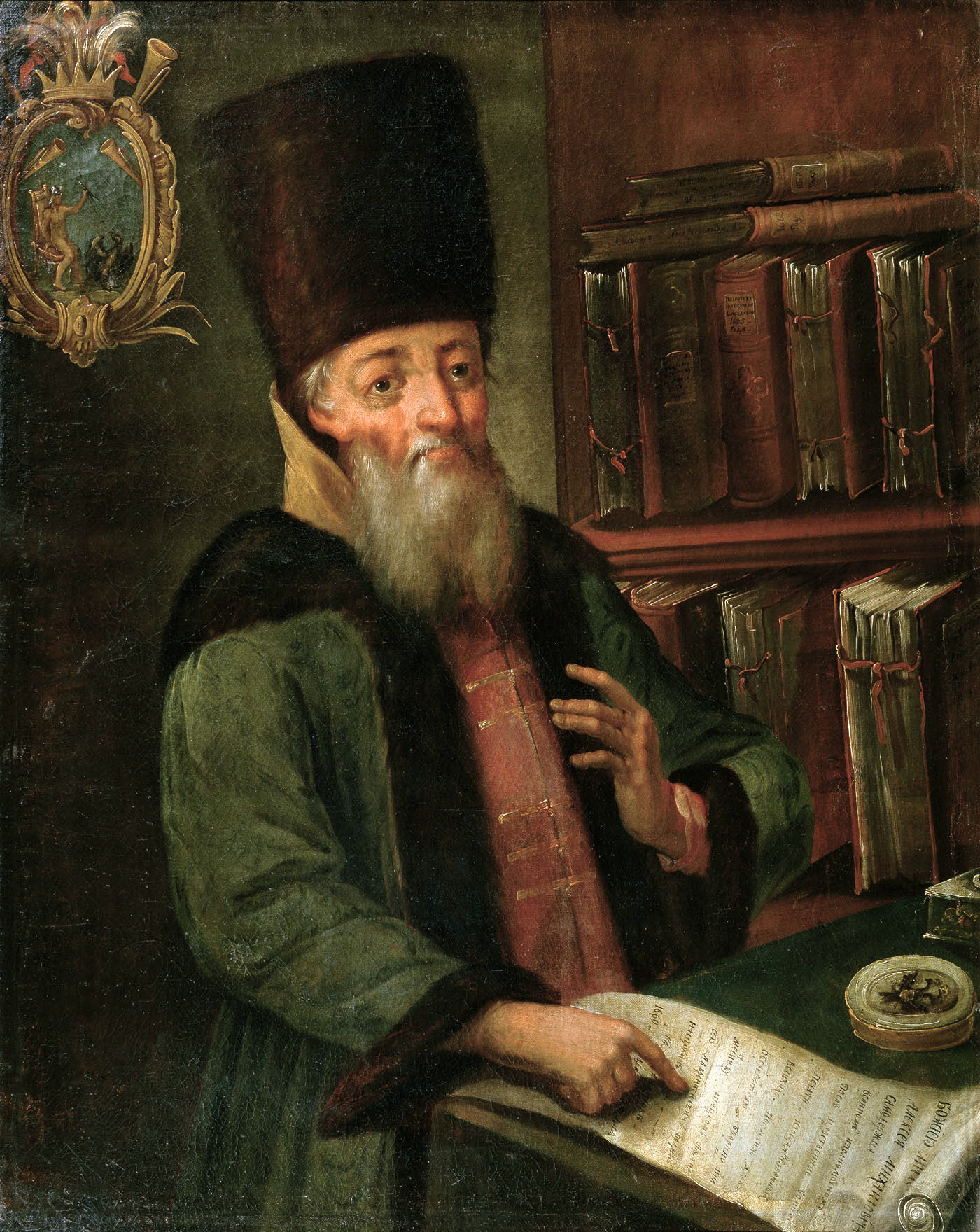
Afanasij Ordin-Nasjtjokin

Afanasij Lavrentievitj Ordin-Nasjtjokin (ryska: Афанасий Лаврентьевич Ордин-Нащокин), född 1605 i Pskov, död 1680 i Pskov, var en rysk diplomat och politiker under tsar Aleksej Michajlovitjs regeringstid.
Ordin-Nasjtjokin deltog i flera fredsförhandlingar, bland annat var han med om att förhandla fram freden i Stolbova 1617 mellan Ryssland och Sverige. Han deltog senare i förhandlingarna mellan Polen och Ryssland i Andrusovo vilket ledde till ett stillestånd år 1667 länderna emellan efter det 13 år långa polsk-ryska kriget 1654-1667.
Hans son Voin (Ордин-Нащокин, Воин Афанасьевич) flydde 1660 Moskva och bodde sedan i exil i Warszawa, kanske det första kända exemplet på framstående ryssars barn i exil. "Enligt dåtida begrepp stod en glänsande karriär öppen för honom. Vad fattades honom i Moskva? Vad sökte han i utlandet? Ordyn-Nasjtjokin svarade enkelt: – Det är vedervärdigt i Moskva."